# Distrito municipal de Antakalnis

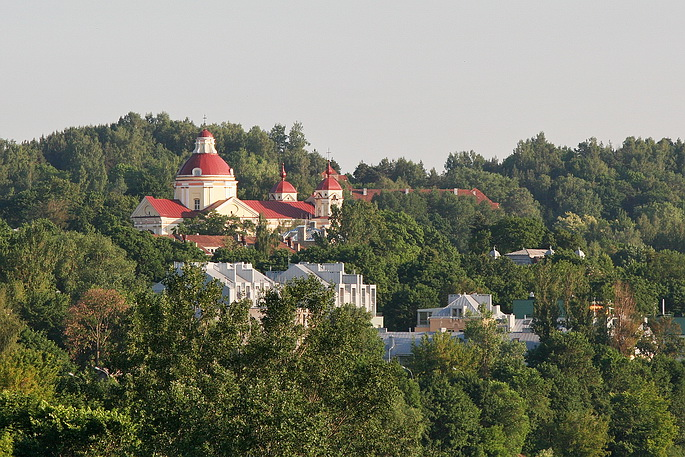
Panorama de Antakalnis

Distrito municipal de Antakalnis es un distrito municipal perteneciente a la ciudad de Vilna y organizado administrativamente en veintidós barrios (Antakalnis, Antaviliai, Aukštagiris, Aukštieji Karačiūnai, Aukštoji Veržuva, Didieji Pupojai, Dvarčionys, Kairėnai, Kalnai, Liepinė, Lyglaukiai, Mažieji Pupojai, Mileišiškės, Pylimėliai, Saulėtekis, Šilas, Turniškės, Valakampiai, Veržuva, Vismaliukai, Žemieji Karačiūnai, Žemoji Veržuva). El distrito está delimitado por el río Neris desde oeste y de límite de la ciudad desde norte y este.

## Barrios
El distrito está formado por los siguientes 22 barriosː
- Antakalnis
- Antaviliai
- Aukštagiris
- Aukštieji Karačiūnai
- Aukštoji Veržuva
- Didieji Pupojai
- Dvarčionys
- Kairėnai
- Kalnai
- Liepinė
- Lyglaukiai
- Mažieji Pupojai
- Mileišiškės
- Pylimėliai
- Saulėtekis
- Šilas
- Turniškės
- Valakampiai
- Veržuva
- Vismaliukai
- Žemieji Karačiūnai
- Žemoji Veržuva

## Arquitectura y urbanismo

### Edificios declarados Monumento Nacional
- Palacio de Sapiega
- Palacio de Vileišis
- Iglesia del Salvador
- Iglesia de San Pedro y San Pablo

### Cementerios
En el distrito hay tres cementerios:
- Cementerio de Antakalnis
- Cementerio de Iglesia de San Pedro y San Pablo
- Cementerio de los huérfanos

## Servicios

### Sanidad
- Centro de salud mental de Vilna

## Educación
- Colegio universitario de tecnología y diseño de Vilna
- Escuela secundaria de Mikalojus Daukša
- Escuela secundaria de Antakalnis
- Escuela Nacional de Arte de Mikalojus Konstantinas Čiurlionis

## Galería

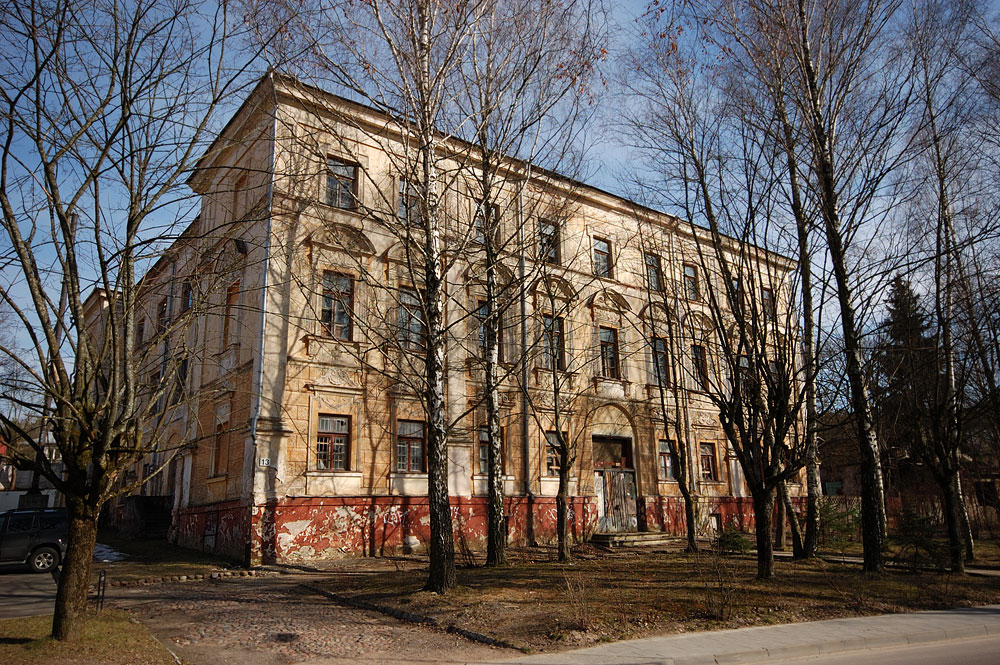
Palacio de Sapiega
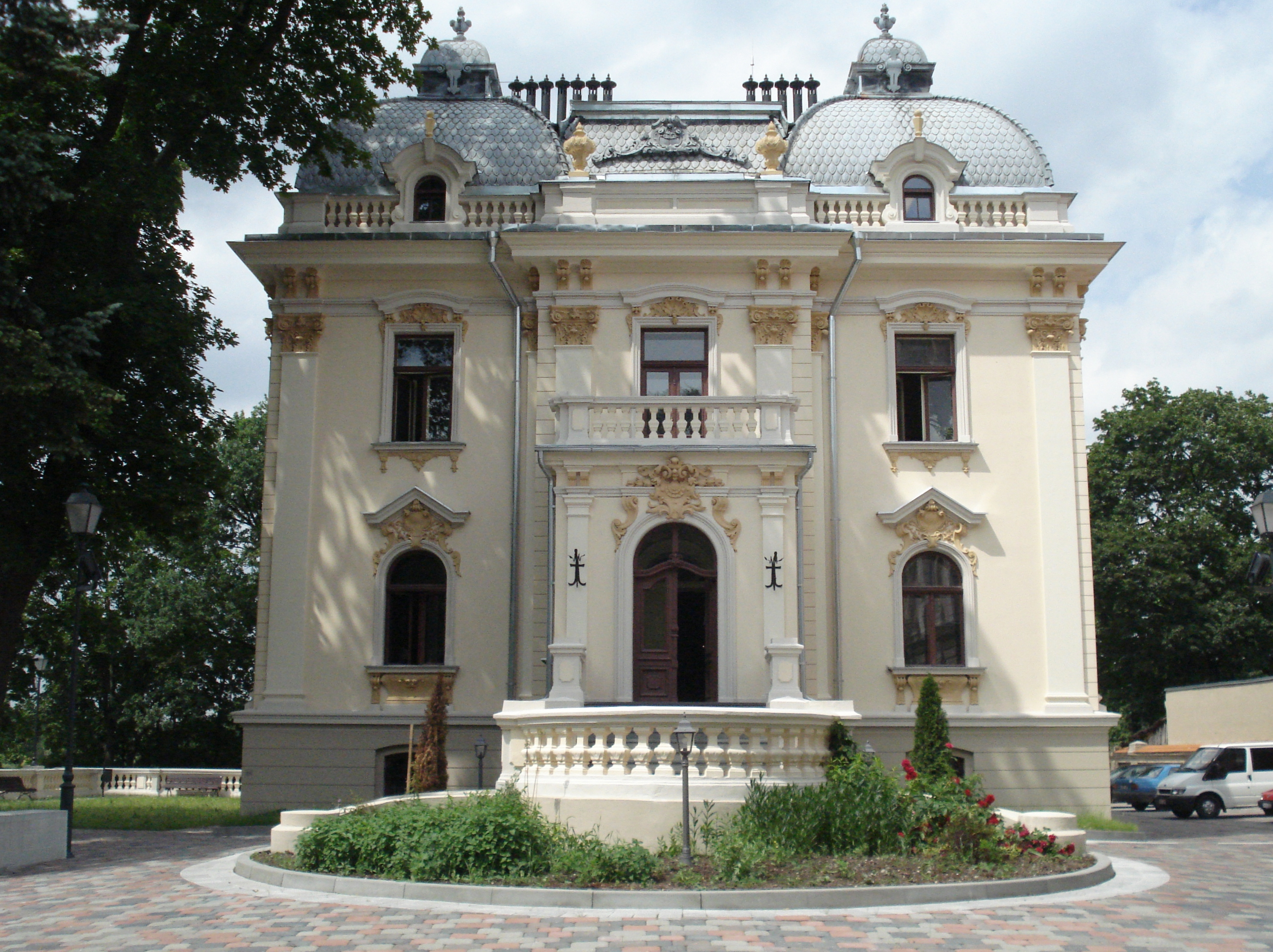
Palacio de Vileišis
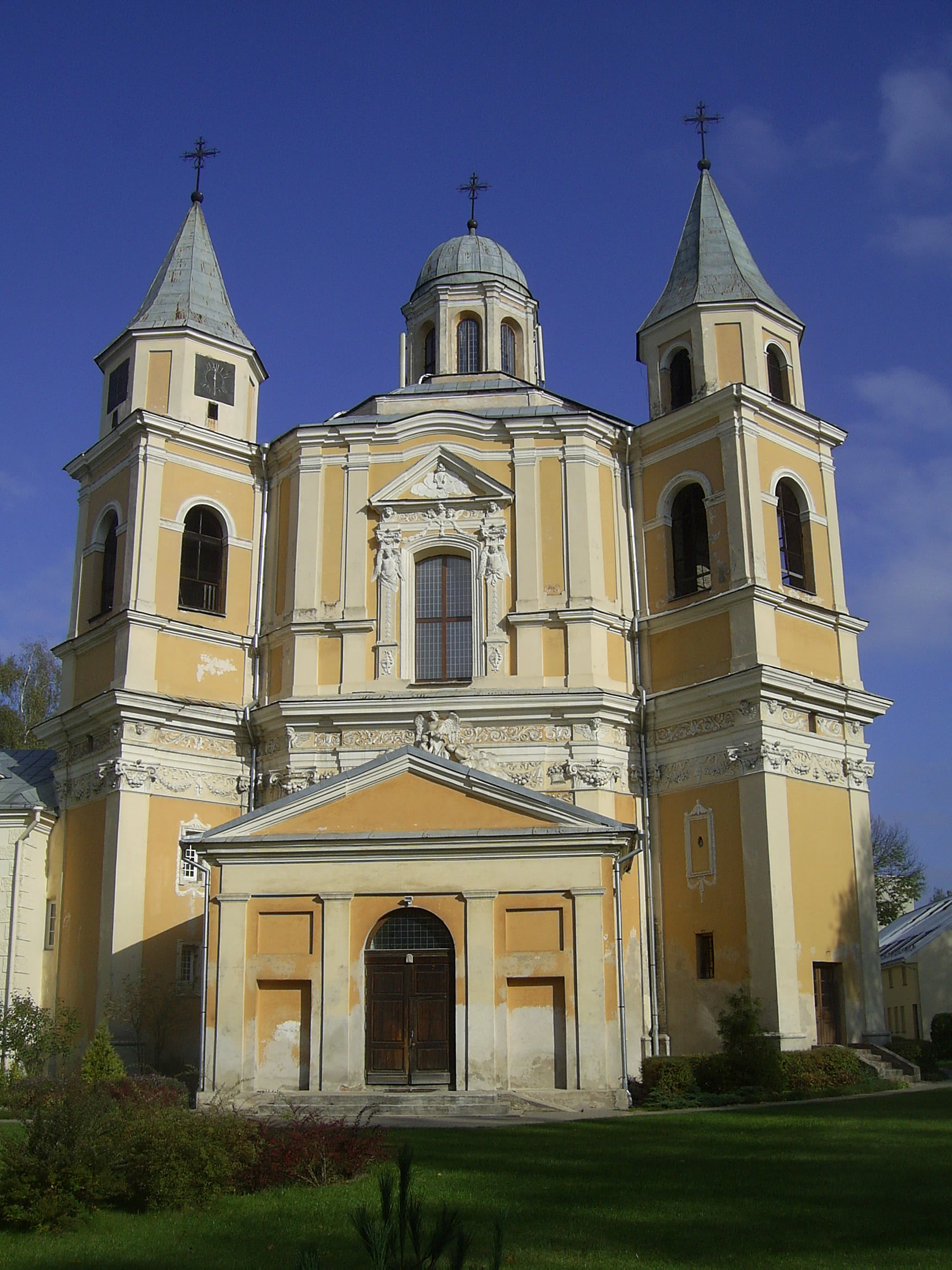
Iglesia del Salvador
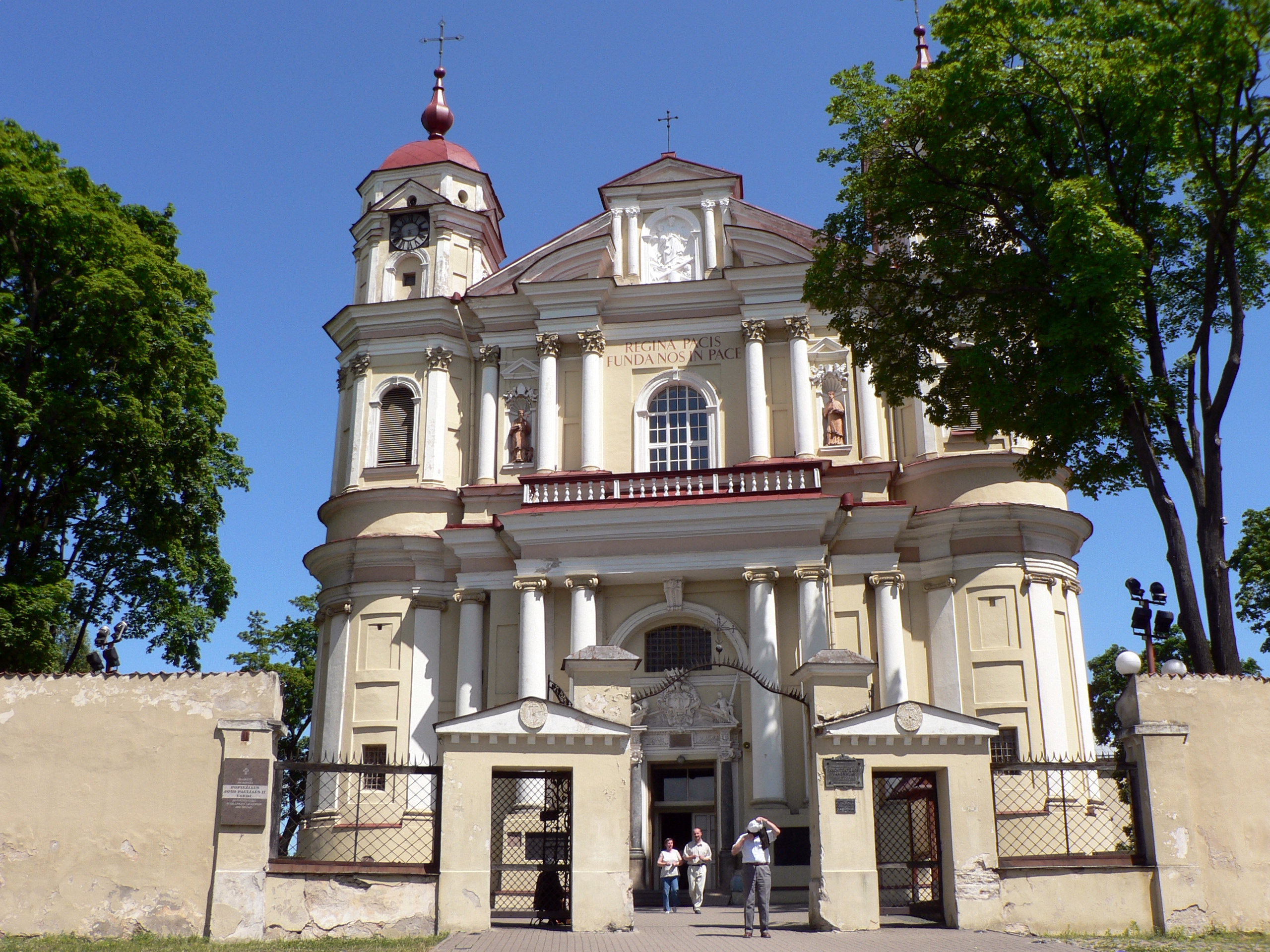
Iglesia de San Pedro y San Pablo
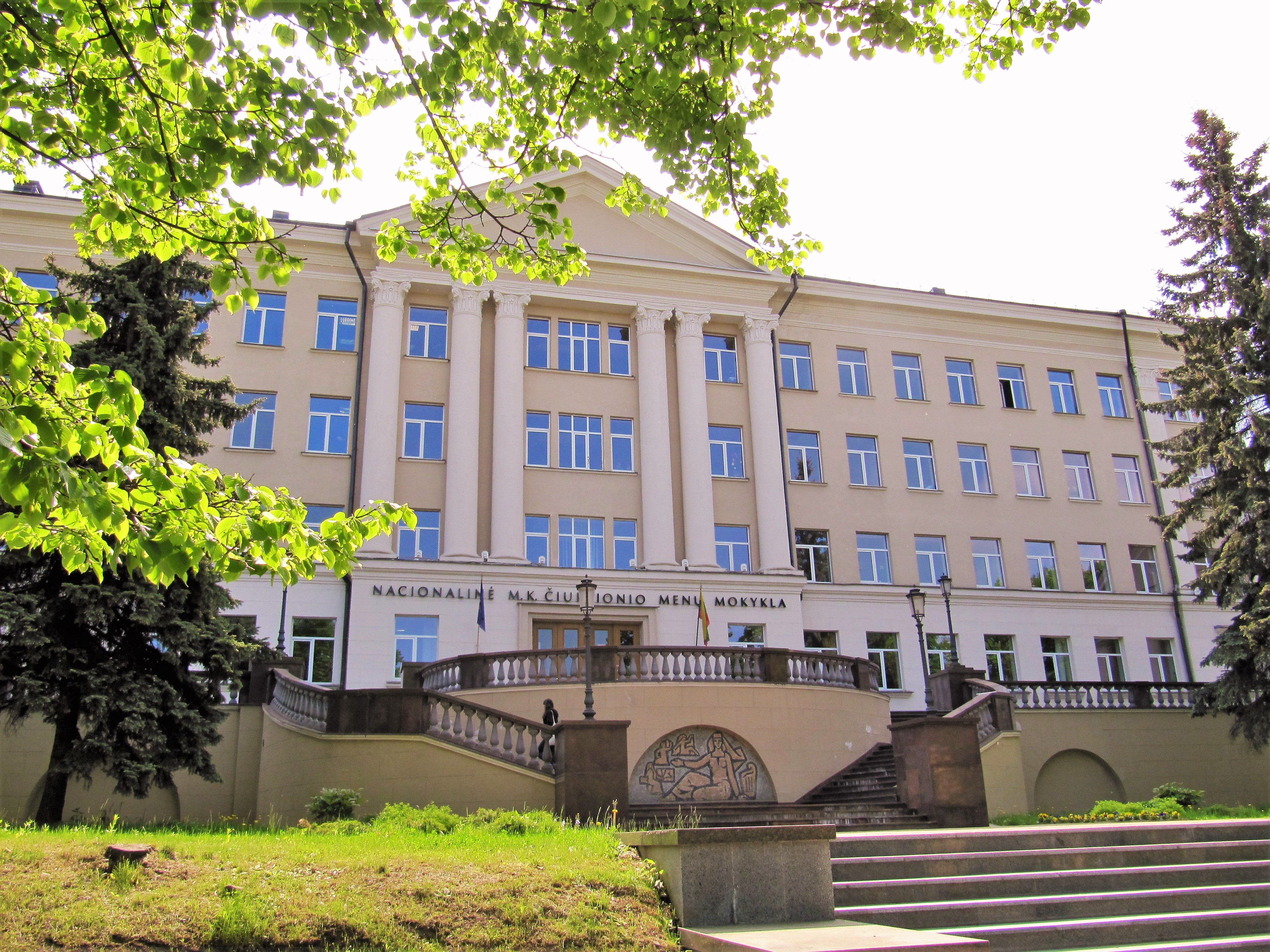
Escuela Nacional de Arte de Mikalojus Konstantinas Čiurlionis
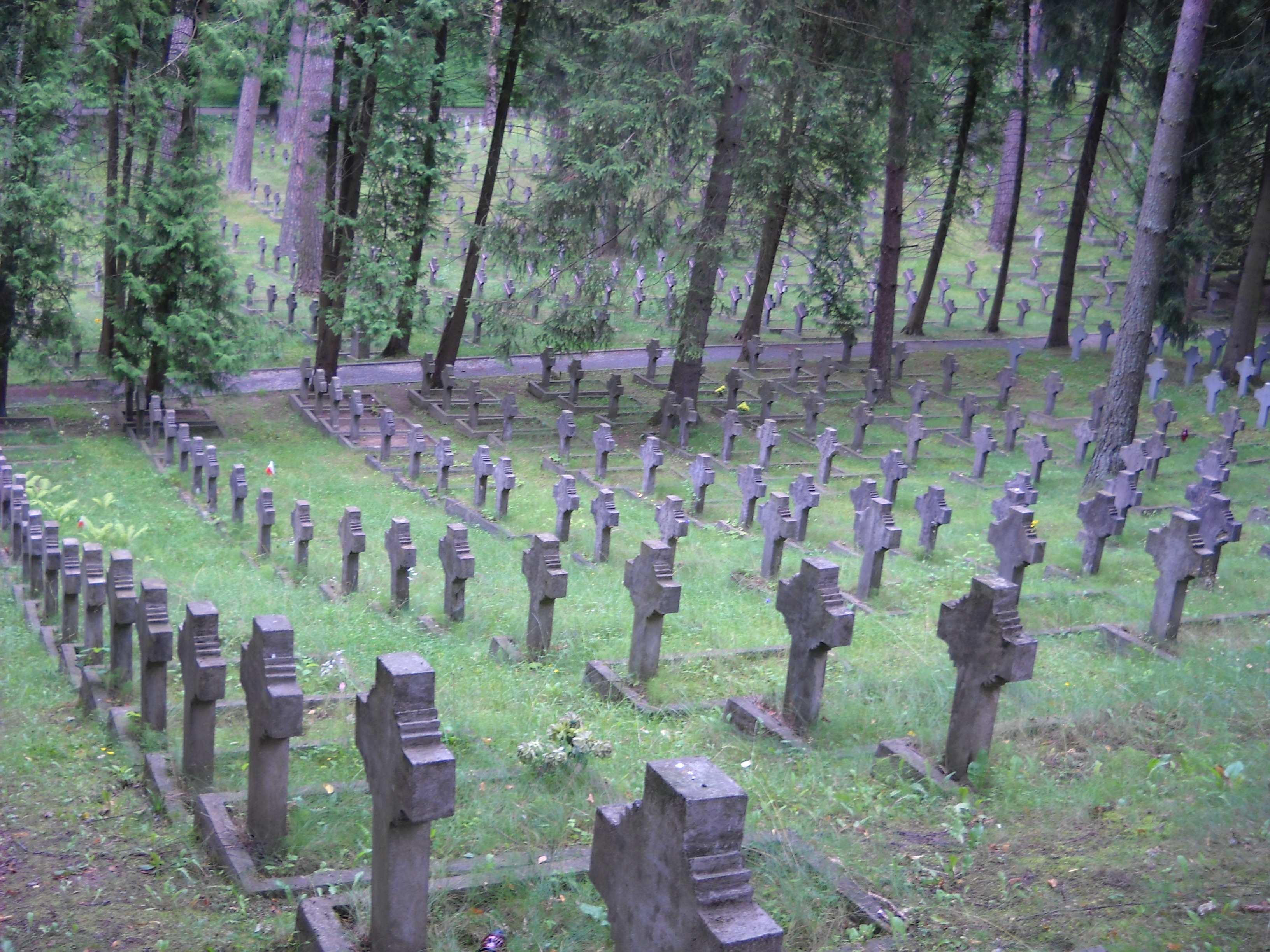
Cementerio de Antakalnis